# Skjeberg IF
Skjeberg Idrettsforening (Skjeberg IF), en norsk idrottsförening från Sarpsborg i Östfold i Norge. Klubben grundades 1928, handbollssektionen startade 1947 och var aktiv i över 60 år, men lades ner 2007. 

## Handbollsklubben

### Historia och meriter
Handbollssektionen startades 1947 och skulle under många år vara en toppklubb inom norsk damhandboll. Damerna från klubben i Brandstorp stod för spelglädje, entusiasm, drivkraft och frivilliga uppoffringar. I skogen vid Brandstorp byggdes banor och klubbhus samtidigt som klubben vann kungapokaler i norska cupen 4 gånger utomhus 1964,1966,1968 och 1973 och därtill 3 seriemästerskap 1969, 1982 och 1983 samt ett slutspelsmästerskap under åren 1964-1983. Klubben spelade också i europacuperna.

### Kända spelare
- Bjørg Andersen
- Wenche Halvorsen.
- Kari Mette Johansen
- Ragnhild Aamodt

### Statistik
Klubbens statistik som publicerats i nedan angivna bokreferens har skapats med Skjeberg-supportern Tor-Erling Aksnes material. Han hade samlat  100 pärmer med olika handlingar och tidningsklipp om Skjeberg IF. Boken ger en intressant skildring från den första tiden då spelarna hade egna matpaket med på bortamatcherna till helt andra villkor 2007.  Det går en röd tråd som återspeglar samhällets förändringar genom de olika tidsepokerna. 

### Fotnoter
1. ↑  Pål A Karlsen (28 november 2014). ”60 år på toppen for Skjeberg IF”. Sarpsborgs Arbeiderblad. https://www.sa.no/sport/60-ar-pa-toppen-for-skjeberg-if/s/1-101-7712764. Läst 1 februari 2020.
2. ↑  ”Norske seriemestere”. Store norske lexikon. https://snl.no/Håndball_-_norske_seriemestere. Läst 1 februari 2020.